# Patellaria fusca
Patellaria fusca är en svampart som beskrevs av Wallr. 1829. Patellaria fusca ingår i släktet Patellaria och familjen Patellariaceae.   Inga underarter finns listade i Catalogue of Life.